# Aptesis pugnax
Aptesis pugnax là một loài tò vò trong họ Ichneumonidae.